# دنیس ریابی
دنیس ریابی (اوکراینی: Денис Владиславович Рябий؛ زادهٔ ۴ اوت ۲۰۰۱) بازیکن فوتبال است.